# Asclepias physocarpa
Asclepias physocarpa (E.Mey.) Schlechter, frequentemente referida pelo sinónimo taxonómico Gomphocarpus physocarpus ou pelos nomes comuns de planta-balão ou sedas, é uma espécie de erva-leiteira (Asclepias), nativa do sueste da África, mas actualmente naturalizada em quase todas as regiões subtropicais e temperadas quentes devido à sua utilização como planta ornamental. O seu interesse ornamental resulta  da sua delicada flor e, especialmente, dos seus frutos, grandes cápsulas que parecem balões translúcidos com coloração verde-clara.